# Бураррские языки
Бураррские языки (англ. Maningrida, Burraran) — небольшая ветвь макро-кунвинькуанской семьи, все языки которой распространены на севере Австралии на полуострове Арнем-Ленд, к востоку от реки Ливерпул.
Ветвь идентифицирована в 2003 году лингвисткой Рэйчел Грин на основе парадигмы склонения глаголов, особенно суффиксов, выражающих время, наклонение и вид. Буррарские языки выделены из макро-кунвинькуанской семьи на основе морфологических инноваций, не затронувших остальные языки этой семьи.
Грин исследовала видовременные парадигмы у 24 глаголов и пришла к выводу, что аффиксы настоящего и прошедшего времени являются когнатами у всех макро-кунвинькуанских языков; общие для остальных языков семьи аффиксы мгновенного прошедшего (past punctual) у бураррских исчезли без следа.

## Состав
В буррарскую ветвь входит 4 языка: бурарра, курркони, наккара и тьиббана (или нтьиббана, также называются гунавидьи, гунивуги, кунибитьи или гомбуть).